# Фангорн

Рисунок Дж. Р. Р. Толкина, изображающий лес Фангорн

Фа́нгорн (синд. Fangorn, в переводе — «бородатое дерево») — в легендариуме Дж. Р. Р. Толкина древний лес на южных отрогах Мглистых гор в Средиземье. Его границы проходят по рекам Энтава и Кристалимка.
Фангорн представляет собой остаток первобытного леса, некогда покрывавшего весь Эриадор. В Третью Эпоху только в Фангорне сохранились энты. В годы Войны Кольца изенгардские орки нанесли лесу немалый ущерб, но после поражения Саурона Фангорн разросся ещё больше.
Своё название Фангорн получил по имени старейшего из энтов, хранителя леса (см. Древень).
Во «Властелине Колец» на опушке Фангорна хоббитам из Братства Кольца Мерри и Пиппину удалось спастись от орков благодаря внезапной атаке рохиррим. Последовавшая за тем их случайная встреча с Древнем оказала влияние на решение энтов напасть на Изенгард. Кроме того, в Фангорне Арагорн, Гимли и Леголас впервые встретились с возродившимся Гэндальфом Белым.
Рохиррим называли лес Энтвуд («лес энтов»). Сами энты называли его Альдаломэ («тень дерева»), Амбарона, Тауреморна («чёрный лес») и Тауреморналомэ («лес чёрных теней»).
Возможный прототип — реально существующий лес Пазлвуд.